# Victor Ciobanu (medic)
Victor Ciobanu (n. 11 februarie 1921 – d. 26 martie 2001) a fost un medic internist, profesor universitar și ministru al sănătății în România în perioada 1985–1989. A avut o contribuție semnificativă în dezvoltarea învățământului medical ambulatoriu și în promovarea rolului medicului generalist în sistemul de sănătate.

## Începuturi
Născut la 11 februarie 1921, Victor Ciobanu a urmat Liceul Militar „D. A. Sturdza” din Craiova, pe care l-a absolvit ca șef de promoție în 1940. Și-a continuat studiile la Institutul Sanitar Militar din București, absolvind Facultatea de Medicină în 1946 cu media 10. După absolvire, a activat ca medic în diverse garnizoane și la Spitalul Militar Central.
În 1954 a fost admis primul la examenul de aspirantură, devenind colaborator al profesorului Nicolae Gh. Lupu la Institutul de Medicină Internă din Spitalul Colentina. A demisionat din armată și a fost încadrat la Institutul Medico-Farmaceutic București ca asistent universitar. Sub îndrumarea profesorului Lupu, a organizat prima catedră de Medicină internă ambulatorie din România, contribuind la formarea medicilor generaliști.

## Cariera universitară și medicală
Victor Ciobanu a parcurs toate etapele carierei universitare, devenind profesor și șef al catedrei de Policlinică medicală. A obținut titlul de doctor docent în 1970 și a fost recunoscut pentru contribuțiile sale în cercetarea patogeniei imune a bolilor cronice de ficat și a poliartritei reumatoide.
În perioada 1972–1976 a ocupat funcția de director al Direcției Sanitare a municipiului București, continuându-și activitatea didactică și clinică la Spitalul Universitar de Urgență Elias și Spitalul „Grivița”. A fost implicat activ în cercetarea științifică, publicând numeroase studii și participând la manifestări științifice naționale și internaționale.

## Ministru al Sănătății
Victor Ciobanu s-a înscris în 1965 în Partidul Comunist Român și a fost deputat în Marea Adunare Națională, făcând parte din Comisia de Sănătate.
În 1985, Victor Ciobanu a fost numit ministru al sănătății, funcție pe care a deținut-o până în 22 decembrie 1989. În această perioadă, a promovat importanța medicului generalist și a contribuit la dezvoltarea politicilor de sănătate publică.

## Moștenire și recunoaștere
Victor Ciobanu a fost recunoscut pentru profesionalismul său și pentru contribuțiile aduse învățământului medical și sistemului de sănătate din România. A fost apreciat de studenți, colegi și pacienți pentru dedicarea și competența sa. 
A decedat la 26 martie 2001.